# Aguaray
Aguaray is een plaats in het Argentijnse bestuurlijke gebied Gral. San Martín in de provincie Salta. De plaats telt 13.507 inwoners.